# Neumarkt im Mühlkreis
Neumarkt im Mühlkreis là một đô thị ở huyện Freistadt bang Oberösterreich, nước Áo. Đô thị này có diện tích 46,7 km², dân số thời điểm ngày 31 tháng 12 năm 2005 là 3019 người..